# Breaking Free
Breaking Free – singel z filmu High School Musical i jego soundtracka High School Musical. Utwór został zaśpiewany przez Troya i Gabriellę (Zac Efron i Vanessa Hudgens) w czasie drugiej rundy przesłuchań do musicalu.

## Lista utworów
Międzynarodowy singel
1. „Breaking Free”
2. „Start of Something New”
3. „Bop to the Top”

Włoski singel
1. „Breaking Free”
2. „Start of Something New”
3. „Se Provi a Volare” (Wykonanie: Luca Dirisio)

Meksykański singel
1. „Eres Tú” (Wykonanie: Belanova)

Portugalski singel
1. „Breaking Free”
2. „O Que Eu Procurava” (Wykonanie: Ludov)
3. „Só Tem Que Tentar”

Francuski singel
1. „Breaking Free”

Niemiecki singel
1. „Breaking Free”
2. „Breaking Free” (Instrumental)
3. „Breaking Free”

Azjatycki singel
1. „Breaking Free” (Wykonanie: Vince Chong, Nikki Gil, Alicias Pan)

Chiński singel
1. „Breaking Free”

## Notowania
| Notowanie              | Miejsce |
| ---------------------- | ------- |
| UK Singles Chart       | 9       |
| U.S Billboard Hot 100  | 4       |
| U.S. Billboard Pop 100 | 6       |

## Międzynarodowe wersje
| Tytuł                              | Państwo           | Wykonawcy                           |
| ---------------------------------- | ----------------- | ----------------------------------- |
| „मुफ्त तोड़कर”                         | Indie             | Naresh Kamath & Sunidhi Chauhan     |
| „Breaking Free (Asian Version)”    | Azja              | Vince Chong, Nikki Gil & Alicia Pan |
| „Breaking Free (European Version)” | Wielka Brytania   | Josh Hoge & Nikki Flores            |
| „Tem Que Tentar”                   | Portugalia        | Fellipe Guadanucci & Lenora Hage    |
| „Se Provi A Volare”                | Włochy            | Luca Dirisio                        |
| „另一個自己”                       | język mandaryński | Anson Hu & Stephy Tang              |
| „Briser Mes Chaînes”               | Francja           | Sofiane                             |
| „Sólo Hay Que Intentar”            | Meksyk            | Roger González & Carla Medina       |
| „No Dejes De Soñar”                | Hiszpania         | Conchita                            |
| „Masz W Sobie Wiarę”               | Polska            | Hania Stach & Andrzej Lampert       |
| „ממריאים”                          | język hebrajski   | Gilat Hillel                        |
| „Наш звездный час”                 | Rosja             | Sergey Lazarev & Kseniya Larina     |
| „Tem Que Tentar”                   | Brazylia          | Fabiola Ribeiro & Beto Marden       |

### „Masz W Sobie Wiarę”
Masz W Sobie Wiarę to polska wersja piosenki „Breaking Free”, śpiewana przez Hanię Stach i Andrzeja Lamperta. Do utworu nakręcono teledysk, który oprócz fragmentów filmu pokazuje Hanię i Andrzeja oglądających film w kinie. Piosenkę umieszczono na soundtracku High School Musical 2.